# André Jarmuszkiewicz
André Jarmuszkiewicz (* 31. Oktober 1959 in Ost-Berlin; † 3. Februar 2013) war ein deutscher Fußballspieler. In der höchsten Spielklasse des DDR-Fußballs, der Oberliga, spielte er für FC Vorwärts Frankfurt.

## Sportliche Laufbahn

### Gemeinschafts-, Club- und Vereinsstationen
André Jarmuszkiewicz stammt aus dem Nachwuchsbereich des FC Vorwärts Berlin. Mit der von der Armeesportvereinigung Vorwärts angeordneten Versetzung von Ost-Berlin nach Frankfurt an der Oder agierte er ab Sommer 1971 beim FC Vorwärts Frankfurt/Oder.
Ende der 1970er-Jahre schaffte der 1,76 Meter große Mittelfeldspieler, zunächst noch in der zweitklassigen Liga, in der der FCV ein einjähriges Gastspiel geben musste, den Sprung aus dem Juniorenteam in die erste Mannschaft des sechsfachen DDR-Meisters. Bei der letzten Finalteilnahme des FC Vorwärts im FDGB-Pokal unterlag er mit seiner Elf dem 1. FC Lokomotive Leipzig deutlich mit 1:4. Zu Beginn der 1980er-Jahre spielte André Jarmuszkiewicz mit erfahrenen Mitspielern wie Lothar Hause, Frieder Andrich und Lutz Otto an der Oberligaspitze mit und fuhr in der Spielzeit 1982/83 hinter dem Serienmeister BFC Dynamo mit der Armeeelf die DDR-Vizemeisterschaft ein.
Auf internationaler Ebene bestritt Jarmuszkiewicz mit dem FC Vorwärts gegen den SV Werder Bremen, Nottingham Forest, den VfB Stuttgart, Ballymena United (sein einziger Europapokaltreffer) und die PSV Eindhoven insgesamt neun Einsätze im Europapokal, in dem die Brandenburger mit Ausnahme der Spielzeit 1980/81 stets in der 1. Runde des UEFA-Pokals ausschieden. In der DDR-Nationalelf fand Jarmuszkiewicz keine Berücksichtigung. Nach der Saison 1987/88, in der Vorwärts Frankfurt nach drastischen Sparmaßnahmen der Armeesportvereinigung Vorwärts erneut aus der DDR-Oberliga abstieg, beendete der inzwischen zum Unterleutnant beförderte André Jarmuszkiewicz wegen einer Meniskusverletzung seine Laufbahn vorerst.
In letzten eigenständigen Saison des ostdeutschen Fußballs war er – nach der Wiederbelebung seiner Karriere bei der BSG Traktor Groß-Lindow – noch einmal für Frankfurt in der nach der Wiedervereinigung als NOFV-Oberliga firmierenden höchsten Spielklasse der untergegangenen DDR aktiv. Bis zur Zusammenführung von ost- und westdeutschem Fußball kam der frühere U-21-Nationalspieler damit insgesamt auf 175 Erstligaeinsätze, in denen ihm 44 Treffer gelangen.
1992/93 wirkte er beim inzwischen als Frankfurter FC Viktoria FC '91 antretenden Vorwärts-Nachfolger in der drittklassigen Amateur-Oberliga mit. Mitte der 1990er-Jahre lief er für den SV Motor Eberswalde, ab Februar 1995 FV Motor, in der viertklassigen Oberliga auf. Ab Frühjahr 1996 ließ er seine Karriere beim Müllroser SV 1898 ausklingen.

### Auswahleinsätze
Jarmuszkiewicz konnte sich auf Anhieb als Stammspieler etablieren und ihm gelang es, die Auswahltrainer des DFV auf sich aufmerksam zu machen. In den Jahren 1980 und 1981 absolvierte der Mittelfeldspieler elf Länderspiele für die U-21-Nationalmannschaft der DDR.

## Weiterer Werdegang
Im Anschluss trat er nur noch als Trainer unterklassiger Vereine in Erscheinung. Jarmuszkiewicz starb 53-jährig im Februar 2013.